# Ligue Nationale d'Improvisation
A Ligue Nationale d'Improvisation (LNI), (em português Liga Nacional de Improvisação) é uma companhia de teatro de improvisação e de humor criada em 1977 em Quebec, Canadá. A maioria dos participantes são atores, comediantes e humoristas. Este modelo de Liga de Improvisação se consolidou pela França, Bélgica, Suíça e Itália. As ligas de improviso desses países disputam entre si no campeonato mundial de improviso, o Mundial d'Impro. Além das ligas oficiais o formato também influenciou direta e indiretamente diversos grupos de improviso pelo mundo.

## Descrição
O formato vem evoluindo desde a década de 1970, mas o humor, a improvisação e as características similares ao hóquei sempre estiveram presente. Uniformes, árbitro, auxiliares, uma arena com o público em volta e regras semelhantes ao esporte dão a impressão de um verdadeiro jogo de hóquei. Um grupo de improvisadores são divididos em dois times adversários. Inicialmente era um grupo de seis jogadores (três homens e três mulheres), mas desde 2012 o número foi reduzido para quatro participantes. Embora a decisão tenha tirado jogadores, ela veio com o intuito de que os participantes pudessem ter mais tempo de improvisação.
Um árbitro é responsável pela organização do jogo. Ele tira aleatoriamente um tema onde os participantes improvisarão em cima deste tema. Então, as duplas tem vinte segundos para se reunir e decidir como irão improvisar. A plateia recebe na bilheteria placas com as cores dos respectivos times, ao final de cada duelo de improvisação a plateia levanta a cor do time que teve melhor performance na sua opinião. Pontua o time que receber mais votos. Vence o jogo o time que tiver marcado mais pontos.
Durante a partida o arbitro pode punir jogadores que faltem com as regras preestabelecidas do jogo. Se a equipe reivindicar a falta, ele tem por obrigação explicitar os motivos da punição. Além disso o público pode vaiar a decisão do árbitro como demostração de discordância da aplicação das regras. Os temas podem variar em duração, indo de segundos a vários mitos. Esses tempos são escolhidos para manter a tenção do jogo e não deixar que a plateia se entedie.

## História
- 1977, a liga é criada por Robert Gravel e Yvon Leduc em Montreal
- 1979, Rouges et Bleus (Vermelho e Azul), um documentário sobre o primeiro match d’impro da LNI vai ao ar na Rádio-Québec. Este documentário é dirigido por Yvon Leduc e Jean-Pierre St-Louis e produzido pela Coop Vidéo de Montreal eo LNI.
- 1980, a liga ganha maior relevância. Começa então a influenciar a criação de vários grupos de improvisação no país, alguns existem até hoje.
- 1980, a LNI viaja para enfrentar as melhores equipes de improvisação da França. Isso leva à formação da Ligue d'improvisação française (Liga de Improvisação Francesa). Eles também realizam jogos na Bélgica e na Suíça, formando também ligas de improvisação nesses países.
- 20 de dezembro de 1982, a final da sexta temporada, Amarelo você Preto, é transmitida pela Rádio Quebec, o que lhes dá uma grande divulgação. Desde então os jogos foram transmitidos pelo rádio, até 1988.
- 1985, acontece a primeira Copa do Mundo de Improvisação, que reuniu equipes do Canadá, França, Bélgica e Suíça, em Montreal, Quebec.
- De 2000 a 2006, o Just For Laughs Festival transmite uma adaptação do LNI durante as várias edições dos campeonatos Nacional e Mundial Improvisação.
- De 2007 a 2012 O festival Grand Rire, em colaboração com a LNI, promove um jogo anual envolvendo craques do LNI. Este evento foi filmado durante um show e foi ao ar pela TV5.

Em outubro de 2007, o Torneio das Estrelas acontece de 12 à 20 outubro. Várias estrelas de diferentes gerações se enfrentaram durante o jogo contra de 1 conta 1. O vencedor foi o Vincent Bolduc contra Simon Boudreault. Bolduc venceu o jogo de 9 a 8. Em junho de 2012, um All-Star Game foi celebrado para comemorar o 35º aniversário da 'LNI e foi realizado no Estádio Olímpico de Montreal.